# Pseudoleptochelia mercantilis
Pseudoleptochelia mercantilis är en kräftdjursart som först beskrevs av Smith 1906.  Pseudoleptochelia mercantilis ingår i släktet Pseudoleptochelia och familjen Leptocheliidae. Inga underarter finns listade i Catalogue of Life.